# Quinchao
Quinchao est une commune du Chili de la Province de Chiloé, elle-même située dans la Région des Lacs. La commune regroupe une dizaine d'îles de l'archipel de Chiloé. 
Le chef-lieu de la commune Achao (en) est situé sur l'île Quinchao qui a donné son nom à la commune. En 2012, la population de la commune s'élevait à 8 286 habitants. La superficie de la commune est de 161 km2 (densité de 51 hab./km2),.

## Situation
La commune de Quinchao se répartit entre plusieurs îles de l'archipel de Chiloé au sud du Chili. Celles-ci se trouvent dans la mer intérieure (plus précisément dans le golfe d'Ancud) située entre l'Isla Grande de Chiloé et le continent. La moitié du territoire de la commune est constituée par la partie méridionale de l'île Quinchao, la deuxième plus grande île de l'archipel de Chiloé avec une superficie de 120 km2 qui est partagée avec la commune de Curaco de Vélez. Le territoire de la commune comprend également plusieurs iles de plus petite taille : Alao, Apiao, Chaulinec, Caguach (11 km2) Lin-Lin (10 km2), Llingua (4 km2), Meulín, Quenac (21 km2) et Teuquelín. La commune est située à 1 040 kilomètres à vol d'oiseau au sud de la capitale Santiago et à 125 kilomètres au sud-sud-ouest de Puerto Montt capitale de la Région des Lacs.

Position de Quinchao (en rouge) au sein de la Région des Lacs.

## Patrimoine
Trois des 16 églises en bois de l'archipel de Chiloé inscrites sur la liste du patrimoine mondial par l'UNESCO : sont situées sur le territoire de la commune : ce sont les églises d'Achao, Quinchao et Cahuach.

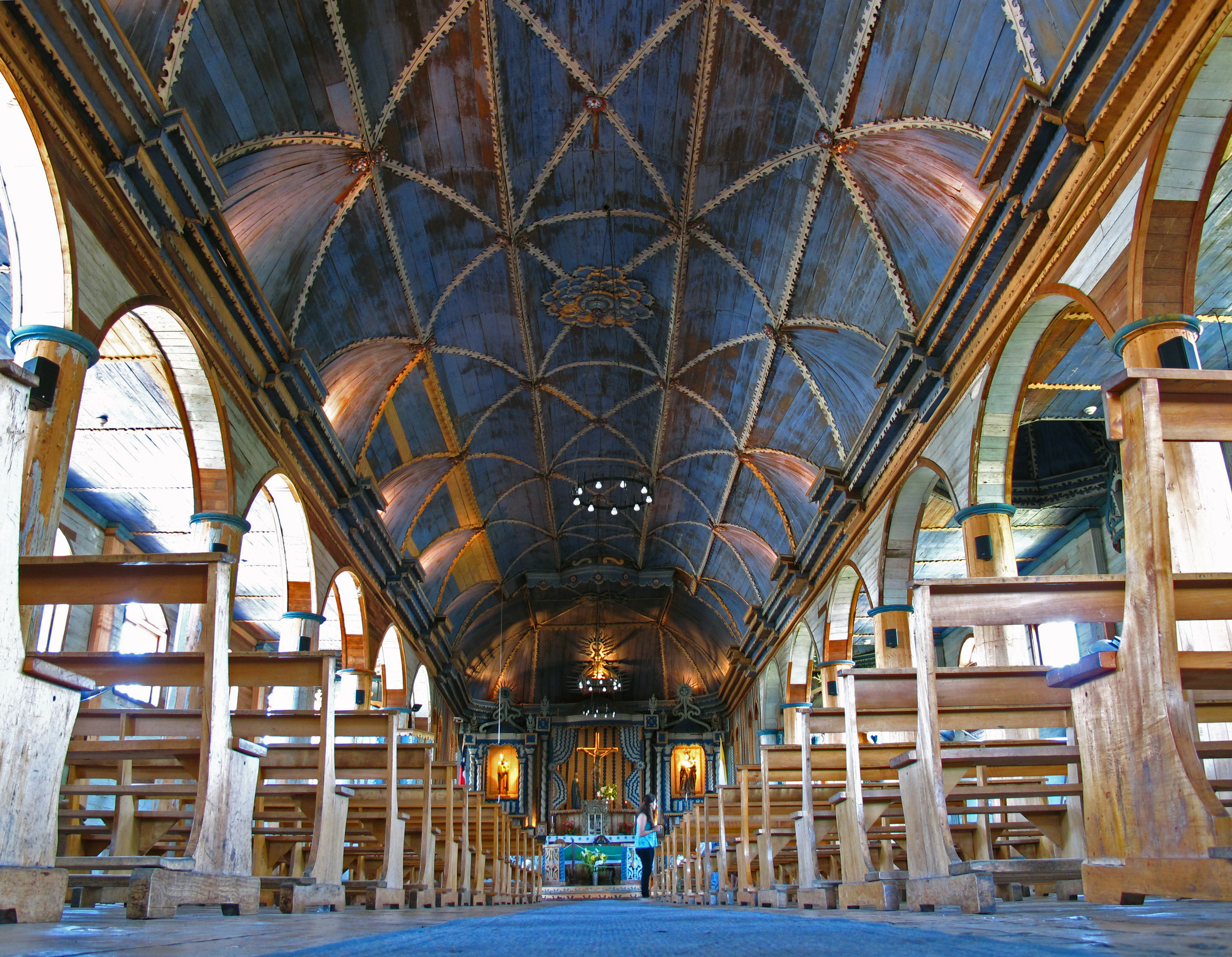
Eglise d'Achao
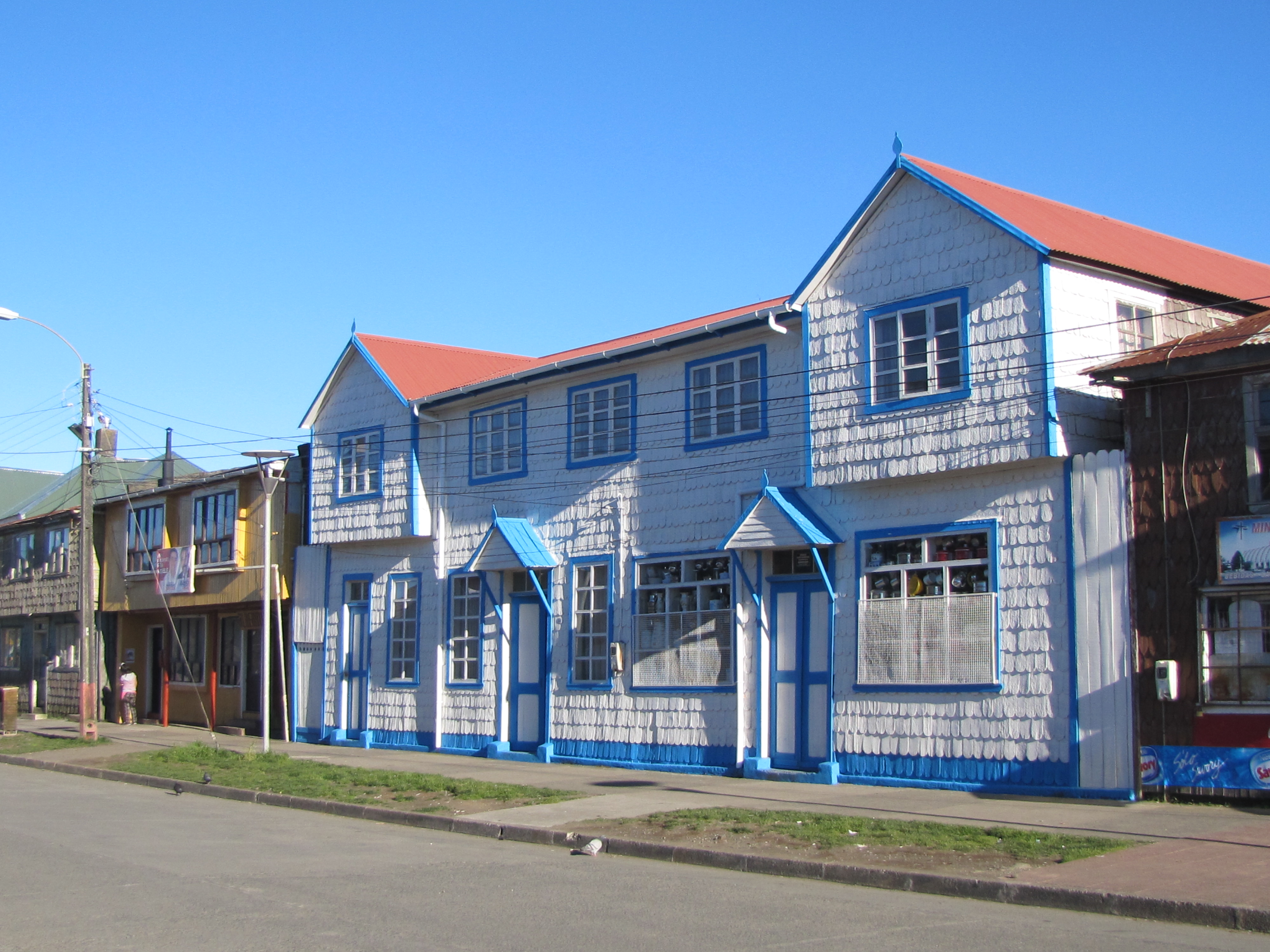
Maison à Achao
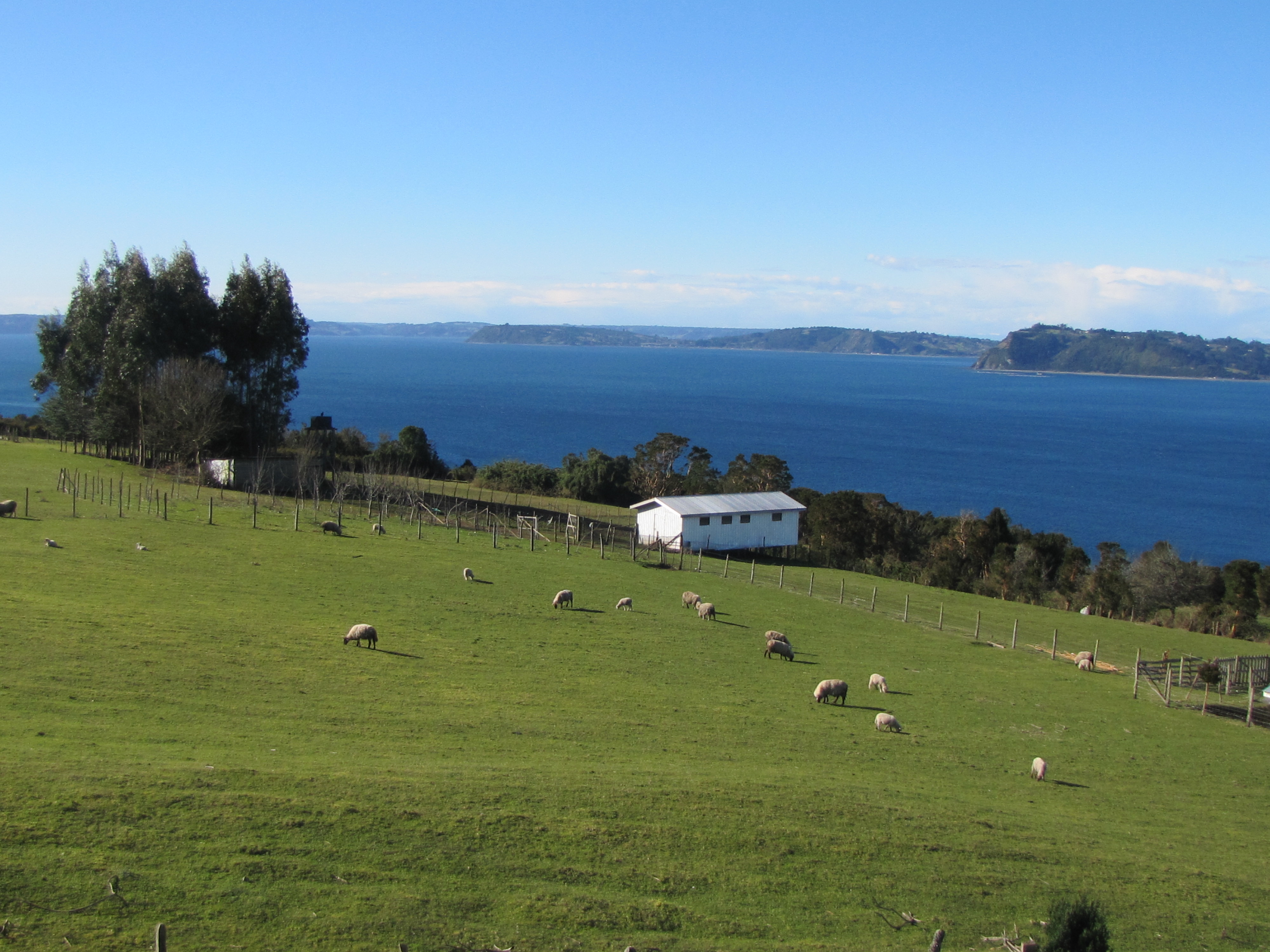
Linlín